# M'Clintock Channel
Het M'Clintock Channel (ook wel gespeld als McClintock Channel) is een zeestraat in de regio Kitikmeot van Nunavut in Canada. De zeestraat is een zeearm van de Noordelijke IJszee en ligt in het gebied van de Canadese Arctische Eilanden. Het scheidt Victoria-eiland in het westen van Prins van Waleseiland in het oosten. Het kanaal is 270 kilometer lang en tussen 105 en 209 kilometer breed, waardoor het een van de grootste kanalen in de Arctische Archipel is. Het verbindt Ommanney Bay en de Viscount Melville Sound (onderdeel van Parrykanaal) in het noorden met Larsen Sound in het zuidoosten. Het eiland Umingmalik ligt aan de zuidoostelijke grens van de zeestraat.
Het kanaal is vernoemd naar Sir Francis McClintock, een Ierse ontdekkingsreiziger bij de Britse Royal Navy, beroemd om zijn Canadese Arctische verkenningen.
Er was nog een M'Clintock Channel tussen Hudson-eiland en Hall-eiland, ten oosten van Loks Land, maar de naam wordt niet meer gebruikt.